# Ladeira do Seminário
La Ladeira so Seminário fue una antigua vía pública de la ciudad de Río de Janeiro, Brasil. Los otros nombres con que fue conocida fue Ladeira do Poço do Porteiro, da Mãe do Bispo y da Ajuda. Fue una de las tres vías de ascenso a la cima del morro do Castelo y la unía con la zona de las actuales Cinelândia y Avenida Rio Branco. En 1922, cuando se derrumbó el morro do Castelo, esta ladeira y la restante Ladeira do Carmo fueron totalmente desaparecidas. Sólo se ha preservado hasta la actualidad un pequño trecho de la Ladeira do Misericórdia que se encuentra adyacente a la iglesia de Nuestra Señora del Buen Suceso.